# قاي ياماموتو
قاي ياماموتو (بالإنجليزية: Guy Yamamoto)‏ هو لاعب غولف أمريكي، ولد في 1961.